# Josef Neumann (Politiker, 1883)
Josef Neumann (* 2. Januar 1883 in Tost, Kreis Tost-Gleiwitz, Provinz Schlesien; † 26. April 1945) war ein deutscher Volkswirt und Politiker (DVP).

## Leben
Der Sohn des Oberlandesgerichtsrates Alfons Neumann war promovierter Volkswirt und beruflich als Syndikusanwalt und Geschäftsführer für kaufmännische und gewerbliche Verbände in Berlin-Frohnau tätig.
Im Dezember 1924 wurde er für die Deutsche Volkspartei (DVP) als Abgeordneter in den Preußischen Landtag gewählt, dem er ohne Unterbrechung bis 1932 angehörte. Im Parlament vertrat er den Wahlkreis 11 (Merseburg). Seine Schwerpunkte lagen in der Steuer- und Wirtschaftspolitik.
Neumann starb gegen Ende des Zweiten Weltkrieges und wurde auf dem Frohnauer Friedhof beigesetzt.